# استن الن
اِستن اَلِن (به انگلیسی: Stan Allen) معمار و نظریه‌پرداز آمریکایی و رئیس پیشین دانشکده معماری دانشگاه پرینستون است. او دارای کارشناسی هنر از دانشگاه براون، کارشناسی معماری از کوپر یونیون و کارشناسی ارشد معماری از دانشگاه پرینستون است. او در دفاتر ریچارد مایر و رافائل مونئو مشغول به کار بوده و پیش از این با معمار منظر جیمز کورنر مدیر دفتر فیلد آپریشنز بود. دفتر او، معمار استن الن، در شهر نیویورک مستقر است.
آلن تا قبل از نقل مکان به پرینستون در سال ۲۰۰۲، برنامه AAD (طراحی پیشرفته معماری) را در دانشکده معماری، برنامه‌ریزی و حفاظت دانشگاه کلومبیا مدیریت می‌کرد. در سال ۲۰۱۲، آلن به عضویت آکادمی ملی طراحی انتخاب شد.

## ترجمه نوشته‌ها به فارسی
- طبیعت‌های شهری (به همراه جیمز کورنر) در کتاب نظریه‌ها و مانیفست‌های معماری معاصر، گردآوری چارلز جنکز و کارل کروپف، ترجمهٔ احسان حنیف، تهران: کتاب فکرنو، ۱۳۹۹.

## نوشته‌ها
- ۱۹۹۹ نقاط +خطوط: دیاگرام‌ها و پروژه‌هایی برای شهر، نشر معماری پرینستون.

## پروژه‌های معماری
- ۲۰۰۴ پارک تایچونگ، تایوان[۳]
- ۲۰۰۶–۲۰۰۸ کلیسای CCV، تاگایتای، فیلیپین[۴]